# The Puppy Song
The Puppy Song – piosenka autorstwa Harry’ego Nilssona, która znalazła się na jego albumie Harry, wydanym we wrześniu 1969. Pierwotnie Nilsson napisał ten utwór na prośbę Paula McCartneya, który chciał, by nagrała go Mary Hopkin, wówczas 18-letnia piosenkarka, którą McCartney zakontraktował w wytwórni Apple Records. Jej debiutancki krążek, Post Card, zawierał jej aranżację piosenki Nilssona.

## Wersja Davida Cassidy’ego
Piosenkę Nilssona spopularyzował na początku lat 70. amerykański muzyk i aktor David Cassidy. Opublikował on nagranie na podwójnym singlu „Daydreamer”/„The Puppy Song”. W roku 1973 dotarł on do miejsca pierwszego na brytyjskiej liście przebojów UK Singles Chart. W tym samym roku „The Puppy Song” został umieszczony na jego płycie Dreams Are Nuthin' More Than Wishes.

### Lista utworów
Źródło, w nawiasie autor
- Strona A: „Daydreamer” (Terry Dempsey) – 2:46
- Strona B: „The Puppy Song” (Harry Nilsson) – 2:44

### Listy przebojów
| Kraj            | Lista (1973)         | Pozycja |
| --------------- | -------------------- | ------- |
| Niemcy          | Media Control Charts | 27      |
| Wielka Brytania | UK Singles Chart     | 1       |

## Wykorzystanie piosenki
- Nora Ephron wykorzystała wersję Harry’ego jako tło przy napisach początkowych jej filmu Masz wiadomość[12].
- Kompozycja Nilssona pojawiła się także na końcu pierwszego odcinka amerykańskiego serialu Wilfred[13].